# Ібрагім Данлад
Ібрагім Данлад (фр. Ibrahim Danlad, 2 грудня 2002, Аккра) — ганський футболіст, воротар «Асанте Котоко» та збірної Гани.

## Клубна кар'єра
Приєднався до клубу «Асанте Котоко» в сезоні 2016–17, але основним гравцем не був. Через це виступав на правах оренди за інші місцеві клуби «Берекум Челсі» та «Кінг Файсал Бейбс».
2021 року повернувся в «Асанте Котоко», де незабаром закріпився в основі, після того, як команду покинув основний воротар Разак Абалора. Данлад допоміг команді стати чемпіоном Гани 2021/22.

## Виступи за збірну
З командою Гани до 17 років він брав участь у юнацькому Кубку африканських націй у 2017 році. Під час цього змагання, що проходив в Габоні, Ібрагім був основним воротарем та зіграв п'ять ігор, а Гана дійшла до фіналу, де програла Малі.
Цей результат дозволив команді кваліфікуватись на юнацький чемпіонат світу, що пройшов того ж року в Індії. Під час цього турніру Данлад також був основним гравцем і знову відіграв п'ять ігор, а Гана вилетіла в чвертьфіналі, знову поступившись Малі.
З молодіжною командою до 20 років Данлад брав участь у молодіжному Кубку африканських націй 2019 року в Нігері, але був запасним воротарем, а його команда, маючи в своєму активі одну перемогу та дві поразки, вилетіла в першому раунді. Втім вже на наступній молодіжній першості, яка відбулась в Мавританії у 2021 році, Ібрагім вже був основним і зіграв шість матчів у тому змаганні, а Гана стала молодіжним чемпіоном Африки, обігравши у фіналі Уганду.
У складі збірної U-23 він грав на Кубку африканських націй U-23 у 2019 році в Єгипті, але на поле не виходив. Гана посіла четверте місце на турнірі, програвши Південній Африці в грі за бронзу, поступившись в серії пенальті.
Протягом 2021 року Данлад кілька разів викликався до національної збірної Гани, але не виходив на поле. 
14 листопада 2022 року був обраний Отто Аддо для участі в чемпіонаті світу 2022 року.